# Dangerous (canción de M. Pokora)
«Dangerous» —en español: "Peligrosa"— es una canción del cantante francés M. Pokora con Timbaland y Sebastian. "Dangerous" fue producida por Timbaland y coproducida por Hannon Lane para MP3, el tercer álbum de estudio del cantante. Ésta fue lanzada por Capitol Records en Europa, durante la primera mitad del año 2008, como el primer sencillo del álbum.
"Dangerous" se convirtió en el primer sencillo de Pokora en posicionarse número uno en Francia. A pesar de ello, la canción no contó con el mismo éxito en el resto de los países Europeos donde fue lanzada. Dicho lanzamiento oficial del sencillo en otros países externos a Francia, fue un intento de internacionalización de la carrera de Pokora, tal es el caso de Suecia, donde fue el primer sencillo del intérprete en figurar en la respectiva Lista Musical Sueca.

## Rendimiento en las listas musicales
El primer ingreso de "Dangerous" a una lista musical oficial fue en el Top 100 Singles Francés, donde debutó con ventas de 5,674 unidades directamente en el número uno la semana del 29 de marzo de 2008, posición en la que permaneció durante esa única semana. El sencillo se convirtió en el primer número uno de Pokora en Francia, análogamente, se convirtió también en el primer sencillo número uno de Timbaland y Sebastian en la Lista Francesa, superando incluso al masivo éxito de "The Way I Are", que particularmente en Francia fue lanzada bajo una versión que contó sólo con la colaboración de una cantante local, Tyssem.
El éxito alcanzado en Francia, hizo que el sencillo debutase directamente entre las diez primeras posiciones del European Hot 100 Singles, específicamente en la posición número siete, donde permaneció por dos semanas consecutivas. "Dangerous" también fue lanzado en países como Suecia y Suiza, mas no contó con el mismo éxito, ingresando sólo a las veinte, y treinta prirmeras posiciones de las listas musicales Sueca y Suiza, respectivamente.

## Formatos
| CD-Single |                                             |          |  |
| N.º       | Título                                      | Duración |  |
| 1.        | «Dangerous» (Con Timbaland y Sebastian)     | 04:21    |  |
| 2.        | «Don't give my love away» (Con Ryan Leslie) | 04:26    |  |

## Listas musicales de sencillos

### Nacionales
| País      | Lista musical   | Primera semana | Posición de ingreso | Mejor posición | Semanas en la mejor posición | Semanas en la lista musical | Última semana |
| --------- | --------------- | -------------- | ------------------- | -------------- | ---------------------------- | --------------------------- | ------------- |
| Europa    |                 |                |                     |                |                              |                             |               |
| Alemania  | Top 100 Singles | 20-05-2008     | 37                  | 32             | 1                            | 9                           | 18-07-2008    |
| Bulgaria  | Top 40 Singles  | 18-05-2008     | 27                  | 5              | 1                            | 16                          | 05-10-2008    |
| Finlandia | Top 20 Singles  | 21-05-2008     | 16                  | 16             | 1                            | 1                           | 21-05-2008    |
| Francia   | Top 100 Singles | 29-03-2008     | 1                   | 1              | 1                            | 23                          | 30-08-2008    |
| Suecia    | Top 60 Singles  | 03-04-2008     | 54                  | 15             | 1                            | 6                           | 08-05-2008    |
| Suiza     | Top 100 Singles | 06-04-2008     | 28                  | 28             | 1                            | 12                          | 29-06-2008    |

### Internacionales
| Europa                   |            |   |   |   |    |            |
| European Hot 100 Singles | 12-04-2008 | 7 | 7 | 2 | 15 | 18-07-2008 |